# HD 1419
HD 1419，又名BD+10 25，SAO 91832、HR 69，是一颗恒星，视星等为6.05，位于銀經110，銀緯-50.83，其B1900.0坐标为赤經0h 13m 8.3s，赤緯+10° -50.83′ 5″。